# Legião Urbana
Legião Urbana est un groupe brésilien de rock, originaire de Brasilia, actif entre 1982 et 1996. Ils comptent 16 albums, totalisant plus de 20 millions de disques vendus. Il est le troisième groupe musical quant au nombre de CD vendus dans le catalogue mondial d'EMI, avec une moyenne de 250 000 exemplaires par an. 
La fin du groupe est causée par le décès de son leader et chanteur Renato Russo (pt), le 11 octobre 1996. Le groupe est l'un des détenteurs de records de ventes de disques au Brésil, avec deux albums certifiés disques de diamant.

## Histoire
Le groupe est formé à partir de la dissolution du groupe prédécesseur de Renato Russo, Aborto Elétrico, en août 1982, à Brasilia, au Brésil. À la fin des années 1970, jusqu'au milieu des années 1980, la ville de Brasilia connait l'apogée d'une période de grande effervescence culturelle. La scène rock était le résultat de la propagation chez les jeunes des idéaux révolutionnaires généralisés par les étudiantes de l'Université de Brasilia (UNB), mais aussi d'une forte présence d'étrangers dans la ville, la plupart d'entre eux composé d'enfants de représentants internationaux des ambassades et consulats de la capitale fédérale du Brésil. Ces adolescents apportaient avec eux des albums et des attitudes caractéristiques du mouvement punk qui éclatait à cette époque là en Europe et aux États-Unis. Selon le chercheur et journaliste Olimpio Cruz Neto, environ 300 groupes de rock existaient à Brasilia dans le milieu de la décennie 1980. C'est dans ce contexte que Renato Russo rejoint avec les membres Marcelo Bonfá (batterie), Dado Villa Lobos (petit-neveu du compositeur brésilien classique Heitor Villa-Lobos, guitare) et Renato Rocha (basse), et forme un groupe de rock fortement influencé par le son et les messages des groupes comme Sex Pistols, Ramones, Buzzcocks, Joy Division, Gang of Four, mais à la fois inséré dans la réalité socio-économique et culturelle du Brésil, qui vivait à cette époque là une période d'exception marquée par une dictature militaire.
En 1983, le groupe est embauché par le label EMI, et après une série de concerts, enregistre son premier album entre octobre et décembre 1984, dans un studio d'enregistrement à Rio de Janeiro. L'album sort le 2 janvier 1985. Beaucoup de ses morceaux seraient devenus des standards de la musique brésilienne. L'album se vend à 100 000 exemplaires dans le premier mois. Après 25 ans, l'album se vend à plus de 500 000 exemplaires.
En 14 ans d'activité, le groupe aurait réalisé une grande popularité au Brésil, et est devenu l'un des plus grands phénomènes de la musique populaire en Amérique latine. Rapidement, l'acceptation du groupe est interprétée comme une sorte de messianisme, compte tenu  l'extrême dévouement de ses fans. Les concerts du groupe durent plus de deux heures, et sont souvent comparées à des services religieux, où les paroles des chansons écrites surtout pour Renato, possédant un ton confessionnal et mélancolique, étaient chantées en chœur par un public fidèle. Cependant, le 11 octobre 1996, le chanteur Renato Russo, qui se disait homosexuel, décède de complications causées par le virus du SIDA. La popularité de ses compositions fait de lui une grande idole de toute une génération, laissant un héritage durable dans la scène rock brésilienne.

## Postérité
Au fil des années, de nombreux hommages et concerts ont lieu dans la reconnaissance de la mémoire du groupe, souvent comparée à un culte. Groupes de rock hommage, festivals de rock dédiés uniquement au groupe, livres, et même une pièce théâtrale, célèbrent l'ensemble de l'œuvre du groupe.
En 2005, la chaîne de télévision musicale brésilienne Multishow organise un concert hommage où de nombreux artistes brésiliens interprètent les chansons du groupe. Plus tard, le concert est publié en formats CD et DVD. Dans l'édition du festival Rock in Rio 2011, un concert hommage de divers artistes a été présenté sur la scène principale, avec la participation des membres du groupe qui ont été assistés par l'orchestre symphonique du Brésil. Un autre concert hommage est organisé par la chaîne de télévision MTV Brésil, en 2012, également avec la participation des membres de la bande et de nombreux invités célébrés, y compris Andy Gill membre du groupe anglais Gang of Four, l'une des plus grandes influences sonores de la Legião Urbana.
Deux films brésiliens sont produits en référence directe au groupe : Somos tão jovens (Nous sommes si jeunes), réalisé par Antonio Carlos da Fontoura, avec un scénario de Mark Bernstein, dépeint l'adolescence de Renato Russo et le début de son intérêt pour la musique, s'adressant à la création et à l'extinction de son premier groupe Aborto Elétrico et le début de la Legião Urbana. Distribué par Fox Film Brésil, il ouvre dans les salles le 3 mai 2013. Le 30 mai 2013 sort le film Faroeste Caboclo, une adaptation d'une chanson éponyme et très populaire du groupe, qui raconte au fil de neuf minutes une longue tragédie typique des centres urbains brésiliens. Il est réalisé par René Sampaio, avec un scénario de Victor Atherino et Mark Bernstein, après les paroles originales de la chanson composé par Renato Russo.

## Membres
- Renato Russo – chant, guitare, basse (après 1989) (1982–1996)
- Marcelo Bomfá – batterie (1982–1996)
- Dado Villa Lobos – guitare (1983–1996)
- Renato Rocha – basse (1984–1989)

## Discographie

### Albums studio
- 1985 : Legião Urbana
- 1986 : Dois
- 1987 : Que País É Este 1978/1987
- 1989 : As Quatro Estações
- 1991 : V
- 1993 : O Descobrimento do Brasil
- 1996 : A Tempestade

### Albums posthumes
- 1997 : Uma Outra Estação

### Albums live
- 1999 : Acústico MTV - Legião Urbana
- 2001 : Como É que Se Diz Eu Te Amo
- 2004 : As Quatro Estações ao Vivo
- 2006 : Renato Russo - Uma Celebração
- 2009 : Legião Urbana e Paralamas Juntos

### Compilations
- 1992 : Música para Acampamentos
- 1998 : Mais do Mesmo
- 2011 : Perfil